# Tyrants & Kings
Tyrants & Kings er et genreeksperimenterende orkester fra Danmark. Tyrants & Kings blev grundlagt i 2008 som et duoprojekt. I dag består bandet af Dennis Kasten, Mads Valther, Jens Larsen, Lasse Jonsson.
Gruppens debutalbum Tyrants & Kings udkom i 2009 på Coperecords/VME og EMI Music Publishing og modtog fire ud af seks stjerner i bl.a. Gaffa og Soundvenue.
I 2011 udgav bandet sit andet album Phosphor Anthems på NMS/VME. Pladen modtog fire ud af seks stjerner i bl.a. Gaffa og GF Rock.
Tyrants & Kings' tredje album RunMarchBurn udkom på NMS/VME i 2014 og modtog 4 ud af 6 stjerner i Gaffa. SoulFood Music udgav pladen i Tyskland i 2015, hvor pladen bl.a. fik 6 ud af 6 stjerner i Rocktimes.
I 2015 kårede Gf Rock bandet som Danmarks mest nørdede rockband, og i 2016 medvirkede flere af bandets numre som lydside i DR's dramaserie Bedrag.
Den 31. maj 2024 udkom bandets fjerde album Sketches For A Requiem via Hot House Recordings. Albummet er udkommet på vinyl og streaming.

## Medlemmer
- Dennis Kasten: Vokal, Guitar, Klaver, Hammond, Rhodes
- Mads Valther: Trommer
- Jens Larsen: Bas
- Lasse Jonsson: Guitar

### Tidligere medlemmer
- Rune Højmark
- Peter Møller Grosen

## Diskografi
- Tyrants & Kings (2009)
- Phosphor Anthems (2011)
- RunMarchBurn (2014)
- Sketches For A Requiem